# Szlak pieszy nr 3580

Szlak turystyczny Majdany-Zaniemyśl – znakowany szlak turystyczny w województwie wielkopolskim, długości 5,4 km, prowadzący razem z fragmentem szlaku kosynierów (czerwonego) wokół Jeziora Raczyńskiego.

## Przebieg
Szlak rozpoczyna się w Majdanach, gdzie łączy ze szlakiem czerwonym Osowa Góra – Sulęcinek, oraz ze znakowanym szlakiem rowerowym „Pętla wokół Zaniemysla”. Prowadzi drogą asfaltową Majdany-Kotowo przez las wokół południowego krańca Jeziora Raczyńskiego, a następnie wzdłuż zachodniego brzegu Jeziora Raczyńskiego wśród pól do wsi Zwola (3,1 km). Następnie ulicą Leśną, przez mostek na Głuszynce i ulicą Plażową w Zaniemyślu prowadzi do centrum Zaniemyśla. Szlak kończy się przy stacji Powiatowej Kolejki Wąskotorowej w Zaniemyślu.

## Wyróżnienie
Zaniemyskie piesze szlaki turystyczne otrzymały w 2003 roku nagrodę dla najlepszego obiektu turystyki aktywnej w województwie wielkopolskim na targach Tour Salon Poznań.